# Уэй, Дэррил
Дэррил Уэй (англ. Darryl Way) — британский музыкант, скрипач-виртуоз и пианист, один из основателей Curved Air. После распада группы Уэй сотрудничал со многими известными исполнителями (Jethro Tull, Стинг и др.), написал музыку к четырём фильмам, создал высоко оцененные критикой симфонические произведения («Concerto for Electric Violin», 1978, «The Human Condition: Suite for String Orchestra, Piano and Percussion», 1987), написал оперу «Мастер и Маргарита» (1996).

## Биография
Деррил Уэй родился 17 декабря 1948 года в Таунтоне, графство Сомерсет. По окончании музыкальной школы он поступил у Дартингтонский художественный колледж (англ. Dartington College of Arts), а в восемнадцатилетнем возрасте стал стипендиатом Королевского музыкального колледжа, где обучался в классе Антонио Броза (ученика Сарасете, скрипичного виртуоза XIX века).

### Curved Air
В 1968 году Уэй случайно познакомился в музыкальном магазине с Фрэнсисом Монкманом: они образовали Sisyphus, группу, которая год спустя превратилась в Curved Air. Группа активно гастролировала (с такими исполнителями, как Black Sabbath, Deep Purple, Jethro Tull, Emerson Lake and Palmer, The Doors, Steppenwolf) и выпустила три альбома, создавшие ей прочную репутацию одного из самых новаторских и технически оснащенных коллективов прогрессивного рока.
В Curved Air Деррил Уэй был одним из ключевых авторов: он создал «Vivaldi», инструментальную композицию, имевшую огромный успех на концертах, а также написал музыку для «Back Street Luv», самого известного её хита, в 1971 году поднявшегося до 4-го места в UK Singles Chart.
После выхода третьего альбома Curved Air Дэррил Уэй вышел из состава, мотивировав решение творческими разногласиями с остальными участниками, в частности с Монкманом. Но в 1974 году группа вынуждена была собраться вновь, чтобы оплатить гигантские налоговые счета. Сделать это ей позволила серия успешных концертов и альбом Live, в ходе их записанный. В состав Curved Air, кроме Уэя и Сони Кристины, вошли Фил Кон (бас-гитара), Стюарт Копленд (ударные) и Мик Джакс (гитара). Кон ушёл незадолго до выпуска альбома «Midnight Wire» и был заменен известным сессионником Джоном Перри, который в свою очередь уступил место Тони Ривзу из Greenslade. Этот состав Curved Air записал два концерта для BBC (1975-76) и выпустил альбом Airborne. После этого Уэй, разочарованный общим направление развития группы, вновь покинул состав. Некоторое время его заменял Алекс Ричман, но вскоре группа распалась.
В 1983 году Уэй написал две песни, «Renegade» и «We’re Only Human», которым требовался женский вокал: он обратился за помощью к Соне Кристине: так Curved Air реформировались в третий раз: чтобы записать единственный сингл. Затем Curved Air собрались в 1990 году; запись концерта, ознаменовавшего этот реюнион, была выпущена в 2000 году. Наконец, в пятый раз группа воссоединилась в 2008 году, выступила на фестивале Айл оф Уайт, выпустила альбом «Reborn» и продолжает успешно гастролировать.

### Wolf
После первого ухода из Curved Air Дэррил Уэй образовал собственный коллектив Wolf (известный также как Darryl Way’s Wolf), в состав которого вошли гитарист Джон Этеридж (John Etheridge, который позже присоединился к Soft Machine), басист и вокалист Дек Мессекар (Dek Messecar, позже — участник Caravan) и барабанщик Иэн Мозли (позже — Trace и Marillion).
Этот состав записал два альбома: «Canis Lupis», с продюсером Иэном Макдональдом из King Crimson и «Saturation Point» (оба — 1973 году). Группа выпустила также внеальбомные синглы «Spring Fever», «Five in the Morning», «A Bunch of Fives» и дала для BBC концерт в лондонском Paris Theatre. В 1974 году в состав Wolf вошёл вокалист Джон Ходкисон (John Hodkinson) и группа записала альбом «Night Music», считающийся лучшим. По окончании турне Уэй распустил Wolf и реформировал Curved Air с Соней Кристиной. В дальнейшем он не терял связей с участниками Wolf: в частности, сыграл с Иэном Мозли в альбоме Trace «Birds» (1975).

### Сессионная работа и сотрудничество
После распада второй версии Curved Air Дэррил Уэй занялся сессионной работой. Он сыграл с Gong («Expresso», «Expresso 2», «Downwind», «Time is the Key»), Electric Chairs («Storm the Gates of Heaven»), Jethro Tull («Heavy Horses»), Sky («Sky 2»). В 1980 году он принял участие в записи первого сольного альбома Сони Кристины.
Дэррил и Соня совместно записали «O Fortuna» Карла Орфа (часть его классического произведения «Carmina Burana»). Аранжировка Уэя была включена в сингл Сони Кристины «Walk on By», но представители Орффа через суд потребовали запрета на продажу этого сингла.
Для своего следующего проекта, «Under the Soft», Уэй призвал Стюарта Копленда: «этот сборник трогательных инструментальных композиций вообще не был замечен музыкальной прессой». В 1994 году Уэй помог Иэну Мозли — аранжировать эпическое произведение Marillion «Brave».
В 1995 году Уэй в качестве продюсера и аранжировщика принял участие в создании двух альбомов, призванных соединить рок и классику: «The Long Goodbye — The Symphonic Music of Procol Harum» (в сотрудничестве с Гари Брукером) и «Fortress — The Symphonic Music of Sting and the Police», в котором оркестрировал 10 песен Стинга для Лондонского симфонического оркестра и принял участие в их записи. Кроме того, он аранжировал две композиции Стинга для фильма «The Living Sea», после чего в качестве музыкального режиссёра сопровождал его в турне по Голландии и Бельгии. Впоследствии в том же качестве он сотрудничал с певицей (сопрано) Эммой Шаплин (Emma Shapplin).
Уэй сыграл в альбоме Бориса Гребенщикова «Radio Silence», а также в альбоме «библиотечной музыки» Фрэнсиса Монкмана «Virtual Classics». Он написал музыку к двум песням сэра Тима Райса и трем композициям драматурга и актёра Стивена Беркоффа. Дважды Уэй выступал на благотворительных концертах с Эриком Клэптоном.

### Работы в жанрах классической музыки
Основной работой Уэя в классическом жанре считается «Концерт для электрической скрипки» (Concerto for Electric Violin, 1978), где Фрэнсис Монкман здесь исполнил все инструменты оркестра на синтезаторе, а Иэн Мозли сыграл на ударных. Премьера концерта состоялась в 1978 году в программе South Bank Show, в сопровождении Королевского филармонического оркестра (Royal Philharmonia Orchestra). Уэй также исполнял этот концерт на германском телевидении в сопровождении Симфонического оркестра баварского радио и в Англии с Northern Sinfonia.
Уэй аранжировал для симфонического оркестра балет «Король Лир» Стюарта Копленда, поставленный San Fransisco Ballet, а также оперу Копленда «The Holy Blood and Crescent Moon», премьера которой прошла в зале Кливлендской оперы.
В качестве скрипача-солиста он выступал с лондонским Electric Symphony Orchestra, в частности, в Royal Festival Hall.
В 1987 году, призвав к сотрудничеству Монкмана, Уэй записал «The Human Condition» (1987): 8-частную сюиту, в работе над которой принял также участие ансамбль Opus 20.
В 1995 году Дэррил Уэй образовал The Elektra Ensemble, где Фрэнсис Монкман играл на клавесине, а Дитрих Бетге (Dietrich Bethge) из Английского камерного оркестра — на виолончели. Группа выступила в Гластонбери и записала альбом «The Elektra Ensemble», сборник произведений Баха, Вивальди, Моцарта и Херберсона.
В числе его последних работ — симфонический хорал «Siren’s Rock», премьера которого состоялась в Плимутском Гилдхолле, где автор выступил в сопровождении ансамбля South West Sinfonietta.

#### Опера «Мастер и Маргарита»
В 1996 году в лондонском Palace Theatre состоялась премьера оперы Дэррила Уэя «Мастер и Маргарита», написанной по мотивам романа М. А. Булгакова, над которой он работал три года. Некоторое время Уэй (как утверждается в биографии на его официальном сайте) вёл переговоры о постановке своей оперы в России.

### Работа в кино и на телевидении
Деррил Уэй написал музыку для фильмов «The Finishing Touch», «Rage and Honour I», «Rage and Honour II», «Sauceress». В качестве сессионного музыканта Уэй принял участие в записи музыки к фильму Николаса Роуга «Bad Timing».
В числе его музыкальных работ для телевидения — «Worlds Beyond» (сериал ITV), семисерийная драма BBC 2 «Shallom Salaam», документальный фильм BBC «Macdonald». С Национальным филармоническим оркестром он сыграл в саундтреках к фильмам «Die Hard», «Licensed to Kill» и «Baron Munchausen».

## Дискография

### Curved Air
- Airconditioning (1970)
- Second Album (1971)
- Phantasmagoria (1972)
- Live (1975)
- Midnight Wire (1975)
- Airborne (1976)
- Live At The BBC (1995)
- Alive, 1990 (2000)

### Darryl Way’s Wolf
- Canis Lupus (1973)
- Saturation Point (1973)
- Night Music (1974)
- Darryl Way’s Wolf (сборник, составленный из материала двух первых альбомов, 1974)

### Сольные альбомы
- Concerto for Electric Violin (1978, с Фрэнсисом Монкманом)
- Little Plum (1982)
- Edge of the World (1984)
- The Human Condition: ite for String Orchestra, Piano and Percussion (1987)
- Under the Soft (1991)
- Ultra Violins (2013)
- Children Of The Cosmos (2014)

## Фильмография
- The Finishing Touch (1992)
- Rage and Honor (1992
- Rage and Honor II: Hostile Takeover (1993)
- Sorceress (1994)